# Wysznije Dieriewieńki
Wysznije Dieriewieńki (ros. Вышние Деревеньки) – wieś (ros. село, trb. sieło) w zachodniej Rosji, centrum administracyjne sielsowietu wyszniedieriewienskiego w rejonie lgowskim (obwód kurski).

## Geografia
Miejscowość położona jest nad Bykiem (lewy dopływ Sejmu), 11 km na południowy wschód od centrum administracyjnego rejonu (Lgow), 65 km na południowy zachód od Kurska.
We wsi znajduje się 138 posesji.
Klimat
Miejscowość, jak i cały rejon, znajduje się w strefie klimatu kontynentalnego z łagodnym ciepłym latem i równomiernie rozłożonymi opadami rocznymi (Dfb w klasyfikacji klimatów Köppena).

## Demografia
W 2010 r. wieś zamieszkiwały 283 osoby.